# Principio di sovrapposizione (meccanica quantistica)
Il principio di sovrapposizione è il primo postulato della meccanica quantistica. Esso afferma che, come le onde della fisica classica, due o più stati quantistici possono essere sommati ("sovrapposti") risultandone un altro stato valido, e, di converso, che ogni stato quantistico può essere rappresentato come somma di due o più stati distinti.
Matematicamente, il principio si riferisce a una proprietà dell'equazione di Schrödinger: poiché l'equazione è lineare, ogni combinazione lineare di soluzioni sarà ancora una soluzione.

## La funzione d'onda
Nella meccanica quantistica la funzione d'onda rappresenta uno stato del sistema. Essa è la soluzione dell'equazione di Schrödinger. Lo stato di un sistema quantistico è descritto completamente dalla funzione d'onda: essa è in generale una funzione complessa delle coordinate spaziali e del tempo. Il suo significato è quello di ampiezza di probabilità e il suo modulo quadro rappresenta una probabilità. Si può dimostrare che la densità di probabilità della funzione d'onda al tempo {\displaystyle t} è pari a quella al tempo {\displaystyle t_{0}\rightarrow t=0}. Per questo esiste un operatore {\displaystyle {\hat {U}}}, chiamato operatore di evoluzione temporale, tale che si può passare da una funzione d'onda al tempo {\displaystyle t_{0}} ad una al tempo {\displaystyle t}. Questo operatore deve essere unitario, infatti non deve alterare la norma della funzione d'onda. Questo vuol dire che la funzione d'onda ruota e trasla nello spazio, ma il suo modulo non varia.

## Definizione del principio
Il principio di sovrapposizione può essere espresso in questi termini:
- due o più funzioni d'onda che differiscono solo per la normalizzazione descrivono lo stesso stato quantistico
- se un sistema può essere descritto sia da una funzione d'onda {\displaystyle \psi _{1}} che {\displaystyle \psi _{2}} allora può stare anche in ogni stato descritto dalla funzione d'onda {\displaystyle \psi } che sia una arbitraria combinazione lineare delle precedenti due:

{\displaystyle \psi =c_{1}\psi _{1}+c_{2}\psi _{2}}
con {\displaystyle c_{1}} e {\displaystyle c_{2}} che sono due arbitrari coefficienti complessi.
Ovvero, in termini matematici, il principio di sovrapposizione asserisce che tutti i possibili stati fisici di un sistema quantistico formano uno spazio vettoriale lineare.
Formalmente, si può esprimere l'insieme degli stati di un sistema come uno spazio vettoriale sul campo complesso, in cui vettori proporzionali rappresentano lo stesso stato (equivalenza proiettiva). Ovvero, si ha la biiezione tra gli stati ed i vettori dello spazio. Tipicamente lo spazio ha dimensione infinita, ammette base numerabile e su di esso è definito un prodotto hermitiano: in altre parole, è uno spazio di Hilbert separabile.

## Esempi
Il principio di sovrapposizione è in generale applicabile a tutti i sistemi che ammettano degli stati fondamentali che generano (in modo lineare) lo spazio degli stati possibili. 
Come esempi:
- In automatica consiste nell'affermazione che il moto di un qualunque corpo può essere scomposto nella somma di un termine di moto libero e di uno di moto forzato.
- In informatica e in ingegneria, è utilizzato come principio per la scomposizione di un problema in sottoproblemi più semplici dei quali si sommano gli effetti.
- In elettronica, consiste nel risolvere un circuito, calcolando  tensioni e correnti per ogni generatore di corrente e tensione separatamente dagli altri. Si calcolano tensioni e correnti nel circuito immaginando "acceso" un solo generatore per volta e spenti tutti gli altri. Infine si sommano gli effetti (correnti e tensioni) sui singoli dispositivi oggetto della separazione iniziale.

Il principio di sovrapposizione delle cause e degli effetti (PSCE) non vale nei sistemi non lineari.

## Applicazioni
E' allo studio un'applicazione tecnologica che sfrutta il principio di sovrapposizione, la batteria quantistica.